# Eek-A-Mouse

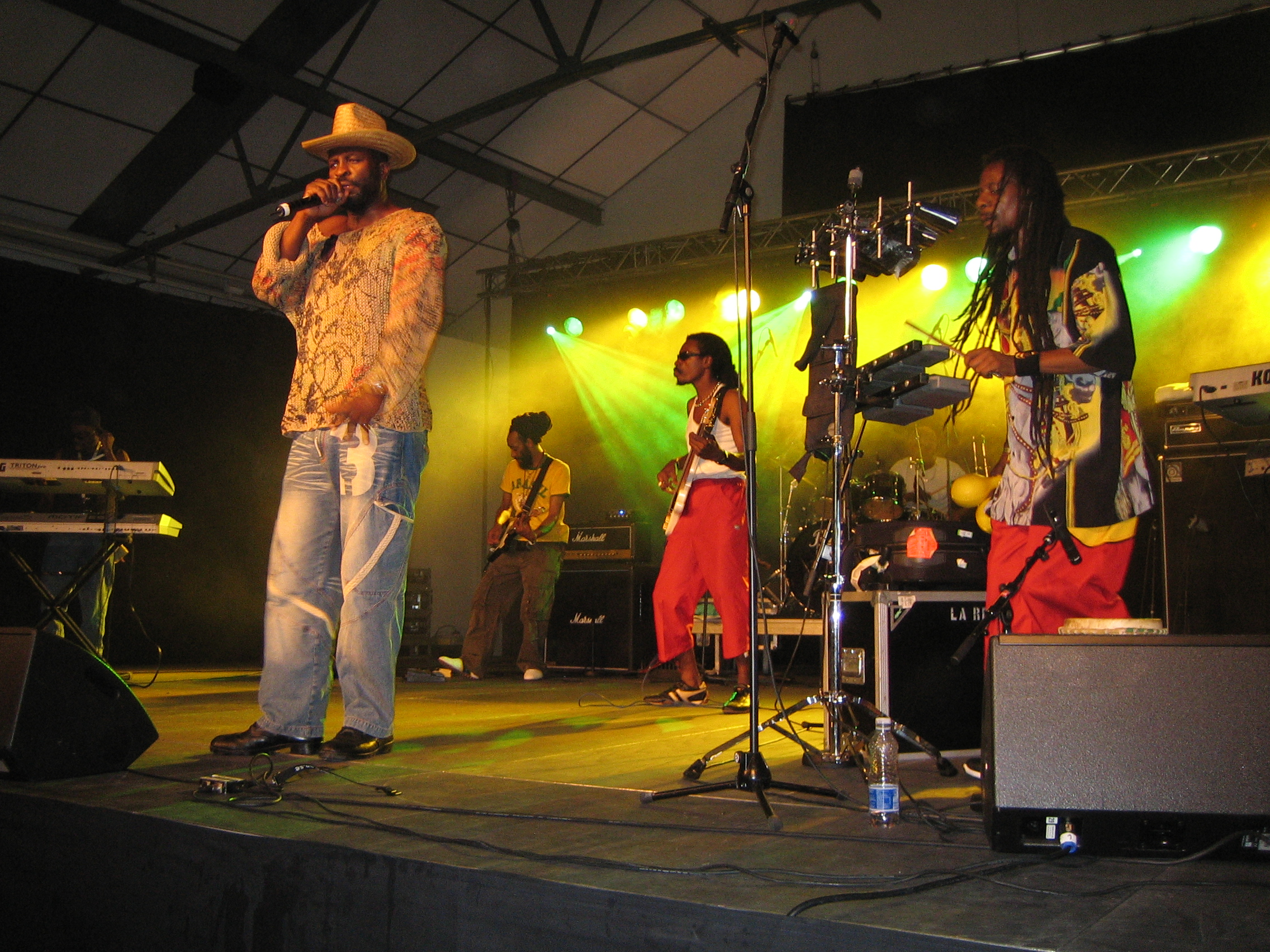
Eek-A-Mouse com a banda cantando em 2006.

Eek-a-Mouse nome artístico de Ripton Hylton, (Kingston, Jamaica, em 19 de Novembro de 1957) é um cantor jamaicano, uma das grandes estrelas do reggae no país. É um dos responsáveis pelo sub-género de reggae conhecido como singjaying, e ficou famoso por ter feito mais de 200 shows em um ano nos Estados Unidos da América, Países Baixos, Alemanha, Reino Unido e Índias Ocidentais. 

## Carreira
Começou a dar os seus primeiros passos no reggae, quando ainda estava na faculdade.
Participou no duo de reggae chamado Michigan and Smiley, e também no álbum Satellite da banda de nu metal P.O.D., dando a sua voz ao tema "Ridiculous".  Eek-A-Mouse também foi ator no filme de gangsters de 1991 intitulado New Jack City, onde interpretava o papel de de um passador de droga rastafari, Fat Smitty, que tem um final trágico.

## Discografia
- Bubble Up Yu Hip (1980)
- Wa-Do-Dem (1981)
- Skidip! (1982)
- The Mouse and the Man (1983)
- The Assassinator (1983)
- Mouseketeer (1984)
- Live At Reggae Sunsplash (1984)
- The King and I (1985)
- The Very Best Of (1987)
- Mouse-A-Mania (1987)
- Eek-A-Nomics (1988)
- U-Neek (1991)
- Black Cowboy (1996)
- Ras Portraits (1997)
- Eeeksperience (2001)
- Greensleeves Wa-Do-Dem (2001)
- The Very Best Of Vol.2 (2003)
- Mouse Gone Wild (2004)
- Eek-A-Speeka (2004)
- Most Wanted (2008)
- Eekziled (2011)